# Casa al carrer Ferrer i Fàbrega, 1 (Camallera)
La casa al carrer Ferrer i Fàbrega, 1 és un edifici de Camallera, al municipi de Saus, Camallera i Llampaies (Alt Empordà), inclòs a l'Inventari del Patrimoni Arquitectònic de Catalunya.
La casa està situada dins del nucli urbà de la població de Camallera, al bell mig del terme, davant la plaça de la Vila.
És un edifici aïllat de planta rectangular, format per tres cossos adossats, amb un gran jardí posterior. Presenten les cobertes de dues vessants de teula i estan distribuïts en planta baixa i pis. Les obertures són majoritàriament rectangulars i molt simples. Destaca, a la planta baixa, el portal d'accés a l'interior, actualment reformat. Presenta els brancals bastits amb carreus de pedra i la llinda plana. Al seu costat hi ha una petita finestra d'arc rebaixat, bastida amb maons. Al pis hi ha quatre balcons exempts, amb baranes de ferro, un d'ells sostingut amb mènsules motllurades.
El parament està arrebossat i pintat de color groc, excepte l'extrem oest de la façana a la planta baixa, bastit amb pedra desbastada formant filades irregulars.